# آنیشوئارا کوشمیر-استانچو
آنیشوئارا کوشمیر-استانچو (رومانیایی: Anișoara Cușmir-Stanciu؛ زادهٔ ۲۸ ژوئن ۱۹۶۲) ورزشکار پرش طول اهل رومانی است.
وی در مسابقات کشوری و بین‌المللی در مجموع برندهٔ ۱ مدال طلا، ۲ مدال نقره شده‌است.